# Стрибки у воду на Чемпіонаті світу з водних видів спорту 2017
Змагання зі стрибків у воду на Чемпіонаті світу з водних видів спорту 2017 пройшли з 14 по 22 липня в Будапешті, (Угорщина).

## Розклад змагань
Загалом відбулися змагання в тринадцяти дисциплінах.
Всі події вказано за місцевим часом (UTC+2).
| Дата          | Час   | Раунд                                                           |
| ------------- | ----- | --------------------------------------------------------------- |
| 14 липня 2017 | 11:00 | Трамплін 1 метр, чоловіки: попередній раунд                     |
| 14 липня 2017 | 16:00 | Трамплін 1 метр, жінки: попередній раунд                        |
| 15 липня 2017 | 10:00 | Трамплін 3 метри, синхронні стрибки, чоловіки: попередній раунд |
| 15 липня 2017 | 13:00 | Вишка 10 метрів, мікст: фінал                                   |
| 15 липня 2017 | 16:00 | Трамплін 1 метр, жінки: фінал                                   |
| 15 липня 2017 | 18:30 | Трамплін 3 метри, синхронні стрибки, чоловіки: фінал            |
| 16 липня 2017 | 10:00 | Вишка 10 метрів, синхронні стрибки, жінки: попередній раунд     |
| 16 липня 2017 | 15:30 | Трамплін 1 метр, чоловіки: фінал                                |
| 16 липня 2017 | 18:30 | Вишка 10 метрів, синхронні стрибки, жінки: фінал                |
| 17 липня 2017 | 10:00 | Трамплін 3 метри, синхронні стрибки, жінки: попередній раунд    |
| 17 липня 2017 | 13:00 | Вишка 10 метрів, чоловіки: попередній раунд                     |
| 17 липня 2017 | 16:00 | Трамплін 3 метри, синхронні стрибки, жінки: фінал               |
| 17 липня 2017 | 18:30 | Вишка 10 метрів, чоловіки: фінал                                |
| 18 липня 2017 | 10:00 | Вишка 10 метрів, жінки: попередній раунд                        |
| 18 липня 2017 | 15:30 | Вишка 10 метрів, жінки: півфінал                                |
| 18 липня 2017 | 18:30 | Командні змагання                                               |
| 19 липня 2017 | 10:00 | Трамплін 3 метри, чоловіки: попередній раунд                    |
| 19 липня 2017 | 15:30 | Трамплін 3 метри, чоловіки: півфінал                            |
| 19 липня 2017 | 18:30 | Вишка 10 метрів, жінки: фінал                                   |
| 20 липня 2017 | 10:00 | Трамплін 3 метри, жінки: попередній раунд                       |
| 20 липня 2017 | 15:30 | Трамплін 3 метри, жінки: півфінал                               |
| 20 липня 2017 | 18:30 | Трамплін 3 метри, чоловіки: фінал                               |
| 21 липня 2017 | 10:00 | Вишка 10 метрів, чоловіки: попередній раунд                     |
| 21 липня 2017 | 15:30 | Вишка 10 метрів, чоловіки: півфінал                             |
| 21 липня 2017 | 18:30 | Трамплін 3 метри, жінки: фінал                                  |
| 22 липня 2017 | 14:00 | трамплін 3 метри, мікст: фінал                                  |
| 22 липня 2017 | 17:00 | Вишка 10 метрів, чоловіки: фінал                                |

## Медалі

### Медальна таблиця
| Місце   | Країна          | Золото | Срібло | Бронза | Загалом |
| ------- | --------------- | ------ | ------ | ------ | ------- |
| 1       | Китай           | 8      | 5      | 2      | 15      |
| 2       | Росія           | 1      | 2      | 2      | 5       |
| 3       | Велика Британія | 1      | 2      | 0      | 3       |
| 4       | Малайзія        | 1      | 0      | 1      | 2       |
| 5       | Австралія       | 1      | 0      | 0      | 1       |
| 5       | Франція         | 1      | 0      | 0      | 1       |
| 7       | Канада          | 0      | 1      | 2      | 3       |
| 8       | Німеччина       | 0      | 1      | 1      | 2       |
| 8       | Північна Корея  | 0      | 1      | 1      | 2       |
| 10      | Мексика         | 0      | 1      | 0      | 1       |
| 11      | Італія          | 0      | 0      | 2      | 2       |
| 12      | Україна         | 0      | 0      | 1      | 1       |
| 12      | США             | 0      | 0      | 1      | 1       |
| Загалом | Загалом         | 13     | 13     | 13     | 39      |

### Чоловіки
| Event                       | Золото                                | Золото | Срібло                                     | Срібло | Бронза                                   | Бронза |
| --------------------------- | ------------------------------------- | ------ | ------------------------------------------ | ------ | ---------------------------------------- | ------ |
| Трамплін 1 метр             | Пен Яньфен · Китай                    | 448.40 | Хе Чао · Китай                             | 447.20 | Джованні Точчі · Італія                  | 444.25 |
| Трамплін 3 метри            | Сє Сиї · Китай                        | 547.10 | Патрік Гаусдінґ · Німеччина                | 526.15 | Ілля Захаров · Росія                     | 505.90 |
| Вишка 10 метрів             | Томас Дейлі · Велика Британія         | 590.95 | Чень Айсень · Китай                        | 585.25 | Ян Цзянь · Китай                         | 565.15 |
| Синхронний трамплін 3 метри | Росія · Євген Кузнецов · Ілля Захаров | 450.30 | Китай · Цао Юань · Сє Сиї                  | 443.40 | Україна · Олег Колодій · Ілля Кваша      | 429.99 |
| Синхронна вишка 10 метрів   | Китай · Чень Айсень · Ян Хао          | 498.48 | Росія · Олександр Бондар · Віктор Мінібаєв | 458.85 | Німеччина · Патрік Гаусдінґ · Саша Кляйн | 440.82 |

### Жінки
| Event                       | Золото                      | Золото | Срібло                                            | Срібло | Бронза                                      | Бронза |
| --------------------------- | --------------------------- | ------ | ------------------------------------------------- | ------ | ------------------------------------------- | ------ |
| Трамплін 1 метр             | Меддісон Кіні · Австралія   | 314.95 | Надія Бажина · Росія                              | 304.70 | Елена Бертоккі · Італія                     | 296.40 |
| Трамплін 3 метри            | Ши Тін Мао · Китай          | 383.50 | Ван Хань · Китай                                  | 359.40 | Дженніфер Абель · Канада                    | 351.55 |
| Вишка 10 метрів             | Цзюнь Хон Чон · Малайзія    | 397.50 | Си Яцзе · Китай                                   | 396.00 | Жень Цянь · Китай                           | 391.95 |
| Синхронний трамплін 3 метри | Китай · Чан Яні · Ши Тінмао | 333.30 | Канада · Дженніфер Абель · Мелісса Сітріні-Больйо | 323.43 | Росія · Надія Бажина · Христина Ільїних     | 312.60 |
| Синхронна вишка 10 метрів   | Китай · Жень Цянь · Си Яцзе | 352.56 | Північна Корея · Kim Mi-rae · Кім Кук Хян         | 336.48 | Малайзія · Цзюнь Хон Чон · Панделела Рінонг | 328.74 |

### Змішані змагання
| Event            | Золото                               | Золото | Срібло                                         | Срібло | Бронза                                        | Бронза |
| ---------------- | ------------------------------------ | ------ | ---------------------------------------------- | ------ | --------------------------------------------- | ------ |
| Трамплін 3 метри | Китай · Ван Хань · Лі Чжен           | 323.70 | Велика Британія · Грейс Рід · Томас Дейлі      | 308.04 | Канада · Дженніфер Абель · Франсуа Імбо-Дюлак | 297.72 |
| Вишка 10 метрів  | Китай · Жень Цянь · Лянь Цзюньцзє    | 352.98 | Велика Британія · Луїс Тулсон · Метті Лі       | 323.28 | Північна Корея · Kim Mi-rae · Хьон Іль Мьонг  | 318.12 |
| Команда          | Франція · Лора Маріно · Меттью Россе | 406.40 | Мексика · Вівіана дель Анхель · Роммель Пачеко | 402.35 | США · Кріста Палмер · Девід Дінсмор           | 395.90 |

## Країни-учасниці
У змаганнях беруть участь 245 стрибунів у воду з 43 країн. У дужках після назви країни вказано кількість учасників від неї.
- Вірменія (3)
- Австралія (10)
- Австрія (1)
- Білорусь (5)
- Бразилія (6)
- Канада (11)
- Чилі (2)
- Китай (17)
- Колумбія (10)
- Хорватія (2)
- Куба (6)
- Домініканська Республіка (1)
- Єгипет (6)
- Фінляндія (3)
- Франція (4)
- Грузія (2)
- Німеччина (12)
- Велика Британія (12)
- Угорщина (5)
- Ірландія (1)
- Італія (11)
- Ямайка (1)
- Японія (5)
- Литва (2)
- Макао (4)
- Малайзія (8)
- Мексика (16)
- Нідерланди (4)
- Нова Зеландія (4)
- Північна Корея (5)
- Пуерто-Рико (1)
- Польща (3)
- Румунія (2)
- Росія (12)
- ПАР (4)
- Сербія (1)
- Сінгапур (4)
- Південна Корея (6)
- Іспанія (3)
- Швейцарія (6)
- Україна (12)
- США (16)
- Узбекистан (3)
- Венесуела (4)